# 三浦俊一
三浦 俊一（みうら しゅんいち、1964年8月18日 - ）は、日本の音楽家、シンガーソングライター、音楽プロデューサー。東京都出身。通称：ミュー。

## 略歴
1983年3月、18歳でP-MODELに2代目キーボーディストとして加入。1985年、P-MODELを脱退。
1986年2月、有頂天に加入。。 テクノ御三家とインディーズ御三家の両方に在籍していた唯一の人物。有頂天脱退以降、SONIC SKY等数々のバンドで活動。キーボードからギターがメインとなる。
1995年、有頂天のケラリーノ・サンドロヴィッチとザ・シンセサイザーズを結成（後にケラ&ザ・シンセサイザーズに改名）。バンドマスターとして脱退まで20年近く活動。
現在はmiuratron名義でのソロ活動やNESS、bikini rockでも活動。
2005年、有限会社ビートサーファーズを設立。代表取締役就任。『Beat Surfers』『電子音楽部』『ナゴム再生委員会』等のレーベル運営。内田雄一郎（筋肉少女帯）、中野テルヲ、FLOPPY、NESS等のマネジメント、イベント制作を行っている。
2011年 三浦俊一と戸田宏武(Syn / FLOPPY）が2011年4月に行ったセッションを母体に、内田雄一郎（B / 筋肉少女帯）と河塚篤史（Dr）を加えた4人編成で結成。6月よりライブ活動をスタートさせ、11月30日に1stアルバム「NESS」をリリース。。
内田雄一郎とのトークイベント「歌謡曲聴こうじゃないか」はレギュラーイベントとして数十回開催。
シンセサイザー&デスクトップミュージック教室の講師もしている。

### バンド
- P-MODEL(1983-1985在籍)
- 有頂天 (1986-1988在籍)
- ケラ&ザ・シンセサイザーズ (1995-2014在籍)
- SONIC SKY
- NESS
- bikini rock
- COTO
- スペースショッピングセンター
- ヤング100V
- VAN DYKE
- DIAMOND MUE
- デスコ
- Microchips and Fish
- レジスターズ
- レディオクリスマス
- Hz[5]

### サポート
- アーバンダンス
- GO-BANG'S
- 岩田麻里
- BAKU
- SKAFUNK
- 富永みーな
- ペケペケエントロピーズ
- FLOPPY
- tokyo pinsalocks

## 主な作品

### ディスコグラフィ
| アーティスト              | タイトル                  | 発売年 | 備考                               |
| ------------------------- | ------------------------- | ------ | ---------------------------------- |
| P-MODEL                   | ANOTHER GAME              | 1984年 | P-MODELの5thアルバム               |
| P-MODEL                   | SCUBA                     | 1984年 | カセットブック。89年にCDも発売。   |
| P-MODEL                   | KARKADOR                  | 1985年 | P-MODELの6thアルバム               |
| 有頂天                    | ピース                    | 1986年 | メジャー1stアルバム                |
| 有頂天                    | AISSLE                    | 1987年 | メジャー2ndアルバム                |
| SONIC SKY                 | SONIC SKY                 | 1989年 | メンバーは三浦、中野照夫、鈴木友行 |
| SONIC SKY                 | OVER                      | 1991年 | メンバーは三浦、河野裕一、鈴木友行 |
| ザ・シンセサイザーズ      | ザ・シンセサイザーズ      | 1998年 | 1stミニアルバム                    |
| ヤング100V                | 100V夫人                  | 2000年 |                                    |
| ケラ&ザ・シンセサイザーズ | ナイト・サーフ            | 2005年 |                                    |
| ケラ&ザ・シンセサイザーズ | 隣の女                    | 2006年 | 女性アーティストのカバーアルバム   |
| ケラ&ザ・シンセサイザーズ | 15ELEPHANTS               | 2007年 |                                    |
| Microchips and Fish       | District and Circle lines | 2007年 |                                    |
| ケラ&ザ・シンセサイザーズ | Body and Song             | 2010年 |                                    |
| NESS                      | NESS                      | 2011年 |                                    |
| NESS                      | NESS 2                    | 2013年 |                                    |
| NESS                      | NESS 3                    | 2015年 |                                    |
| COTO                      | freedom                   | 2017年 |                                    |

### メディア向け劇伴
- アップリンクシアター公演「ステレオスコープ」音楽担当(with中野テルヲ)
- 室伏鴻とのジョイント公演(with中野テルヲ)
- 富士電機パビリオン内音楽担当(with福田ユタカ)
- 宮前真樹ライブアレンジ担当(with中野テルヲ、中村哲夫)
- パソコン用ゲーム「バイオバトラー」音楽、SE担当(with松田卓巳)
- 映画「コンビニエンス・ジャック」音楽担当
- 日本テレビ系「スーパーテレビ情報最前線」音楽担当
- フジテレビ系
  - 「満足!迷い旅」音楽担当
  - 「殿様のフェロモン」音楽担当
  - 「今田耕司のシブヤ系うらりんご」音楽担当
  - 「ラスタとんねるず'94」コーナー内音楽担当
  - 「ウッチャンナンチャンのやるならやらねば!」テーマ曲プロデュース
- モランボン「ユッケジャンクッパ」ラジオCM(withケラ、中野テルヲ)
- ナカウラ電器VP用音楽担当
- 「藤崎デパート」テレビCM
- 小学館
  - 「FMレコパル」ラジオCM
  - 「Oggi」ラジオCM
- 「新潟交通」サウンドロゴ